# Controller (Hardware)

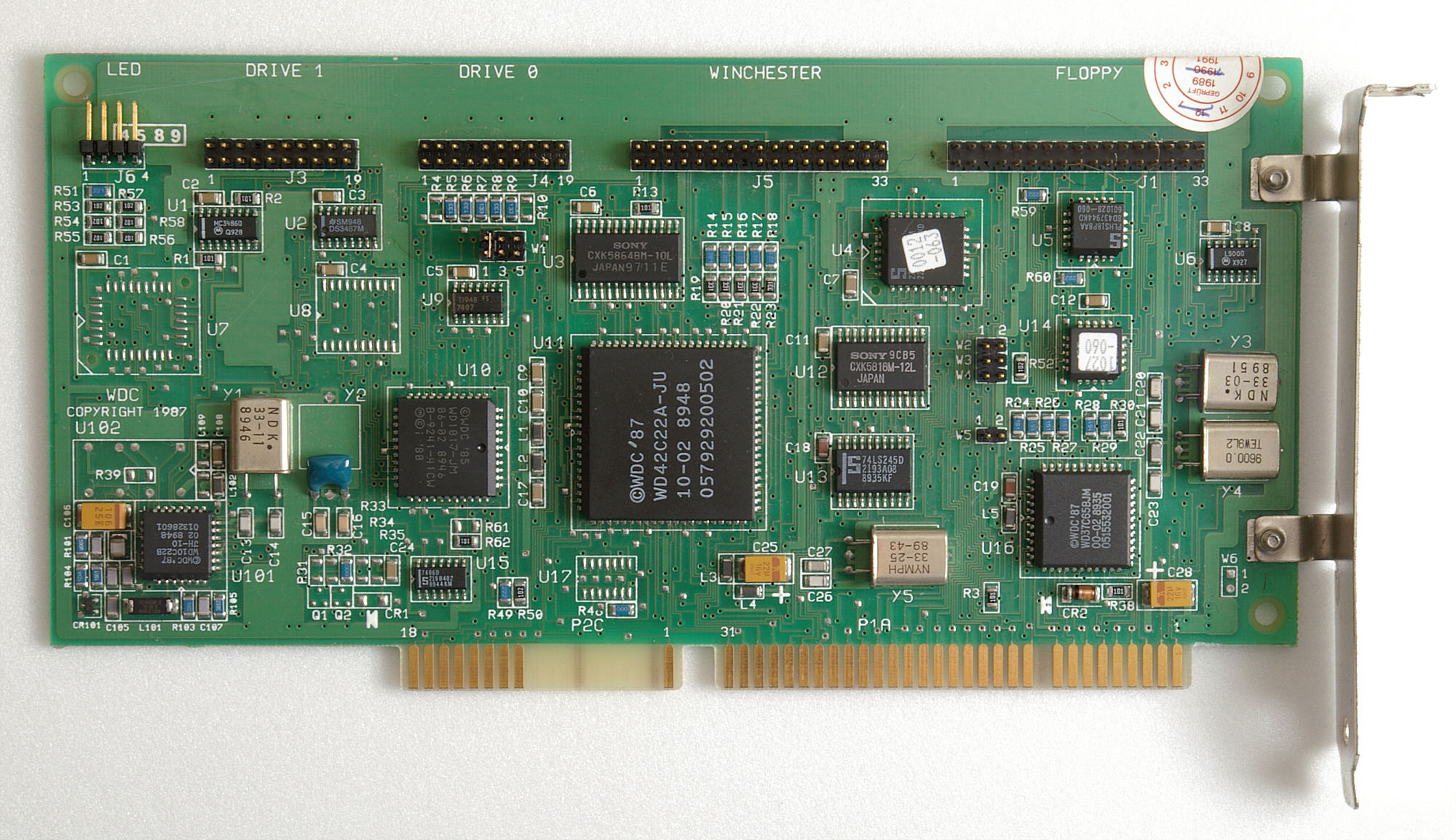
Ein echter Festplatten-Controller (MFM-Controller, historisch)

Als Controller (englisch für Steuergerät oder Steuereinheit) werden elektronische Einheiten der Computer-Hardware bezeichnet, die bestimmte Vorgänge steuern. Bestehen diese Einheiten nur aus einem integrierten Schaltkreis, so werden sie meist Mikrocontroller genannt.
Controller haben im Computer eine Vielzahl von Aufgaben: Sie übernehmen die Verarbeitung von Unterbrechungsanforderungen (IRQs), der Tastatureingabe oder die Steuerung von Zugriffen auf die Festplatte (siehe z. B. ST506-Schnittstelle).
Im allgemeinen Sprachgebrauch Controller oder häufig auch Adapter genannte Komponenten bezeichnen meist eine Schnittstelle, z. B. bezeichnet man mit Netzwerkcontroller/~adapter diejenige Komponente, welche einen PC mit einem Netzwerk verbindet und mit Grafik-Controller/~adapter, diejenige, welche den PC mit irgendeinem Bildausgabegerät verbindet.
Im allgemeinen Sprachgebrauch Controller genannte Komponenten zur Festplattenanbindung (z. B. IDE-Controller) sind heutzutage allerdings meist Host-Bus-Adapter. Die Controller von Festplatten im eigentlichen Sinne sind seit der Verbreitung von Integrated Drive Electronics (IDE) in den 1980er Jahren in der Festplatte selbst untergebracht; für SCSI-Festplatten galt das ohnehin von Anfang an.
In PCs sind Controller auf Steckkarten oder der Hauptplatine des Computers selbst untergebracht. Da der Tastatur-Controller zu den elementaren Funktionen des Computers gehört, ist dieser stets auf der Hauptplatine.

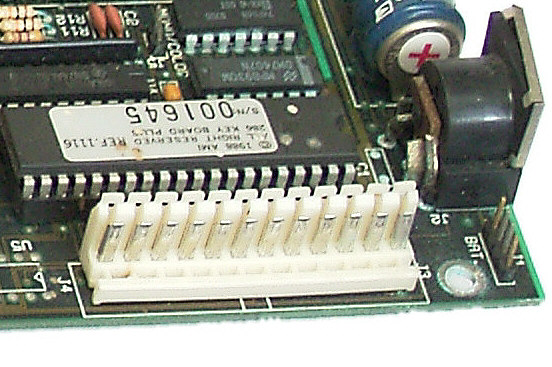
Tastatur-Controller und -Anschluss auf einer AT-Hauptplatine
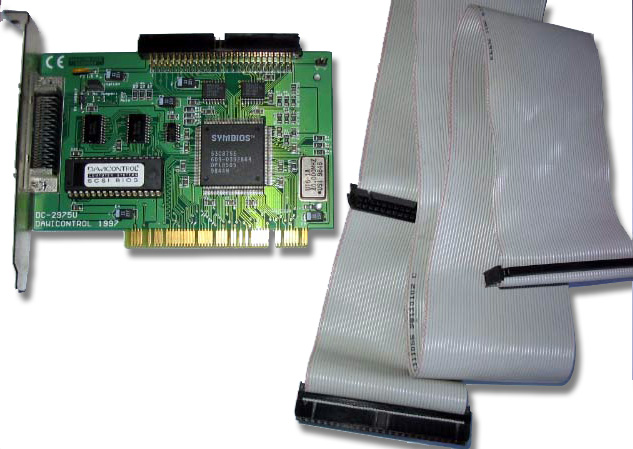
SCSI-3-„Controller“ (eigentlich ein Host Bus Adapter) mit 50-Pin-Kabel